# Rey Mysterio Jr.

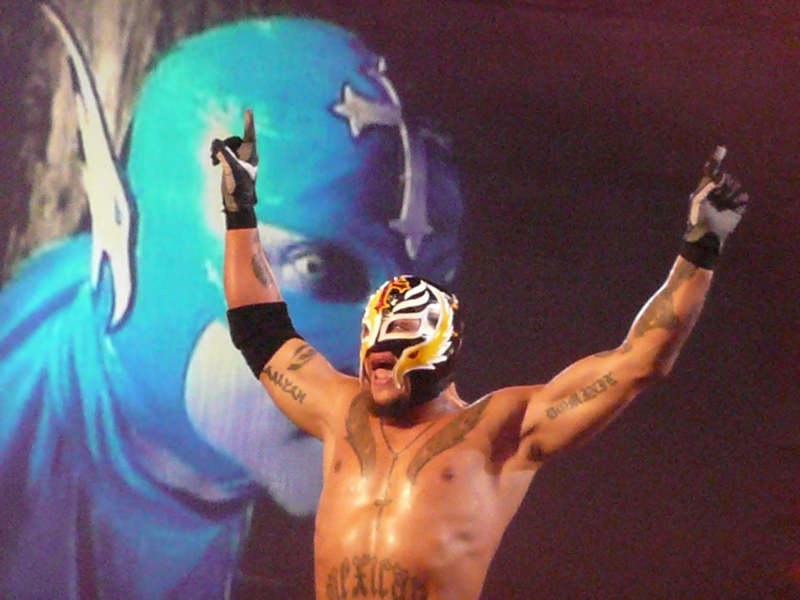
Rey Mysterio

Óscar Gutiérrez Rubio (n. 11 decembrie 1974), cunoscut după numele din ring Rey Mysterio, este un wrestler profesionist care lucrează în prezent pentru World Wrestling Entertainment (WWE) în marca WWE Raw. În ultimi ani, Mysterio a luptat în companii precum New Japan Pro-Wrestling și Lucha Libre AAA Worldwide (AAA).
Printre numeroasele reușite ca luptător profesionist: campion mondial, de 2 ori campion intercontinental, de 4 ori campion mondial WWE pe echipe. În plus, a fost câștigătorul ediției din 2006 a Royal Rumble.

## Carieră

### Mexic(Tijuana și AAA)
Oscar Gutierrez Rubio alias Rey Mysterio s-a născut în data de 11 decembrie 1974. A fost antrenat pentru a deveni luptător profesionist de catre unchiul său Rey Misterio Sr.
Rey Mysterio a debutat ca luptător pe 30 aprilie 1989 la vârsta de 14 ani într-o mică biserică din Tijuana, Mexic. În Mexic, utilizând numele de Colibri, a început o rivalitate cu Psicosis, acest feud a durat mai mulți ani și a continuat până cănd Colibri s-a mutat în SUA.
La 168 cm, Rey Mysterio este unul dintre cei mai scunzi competitori care au evoluat într-un ring WWE. Din cauza staturii lui mici, drumul lui spre top nu a fost ușor. Crescând în Tijuana, Mexico, Rey nu a fost un străin al ringului. Unchiul său, originalul Rey Mysterio, a fost un star în Mexico și l-a expus pe Rey la această afacere la o vârstă fragedă. Rey explica: "Din prima zi, mintea mea a fost setată la doar un singur lucru, să devin un wrestler profesionist. Am urmărit show-urile de wrestling, am fost antrenat de unchiul meu și de câțiva dintre cei mai buni wrestleri din Mexico" . La doar 15 ani, Rey a crezut că e în sfârșit pregătit să lupte în fața audienței. De altfel, vârsta lui s-a dovedit a fi un obstacol spre a urca în top. "În Mexico, ca să devii wrestler trebuie să ai licență, iar ca să primești licență trebuie să treci un test", explică Rey. 
Problema lui Rey în a-și lua licența a fost faptul că trebuia să aibă minim 18 ani. El era cu trei ani mai mic, dar a decis să treacă testul oricum. "După ce am trecut testul, am primit un telefon de la comisia de wrestling și box. Au spus că există o problemă majoră. Deoarece am avut doar 15 ani, nu mi-au putut da licența. Așa că, am pus la cale o înțelegere cum că ei îmi dau licența atâta timp cât părinții mei semnează un act în care declară toată responsabilitatea dacă mi se întâmplă ceva în ring".
Cu noua lui licență în mâini, Rey a început să contacteze promoții de wrestling unde ar putea lucra. Peste ani și ani, Rey a continuat să se antreneze din greu în fața unor audiențe mici în Tijuana. Nu a trecut mult până când Rey a început să-și ia meseria în serios. "Când am avut 17 ani am primit un telefon de la Konnan. Mi-a spus că avea să înființeze o nouă promoție numită AAA. O mulțime de wrestleri populari aveau să lucreze cu mine și a vrut ca eu să fiu unul dintre ei", spune Rey. La început, decizia a fost dificilă pentru el. AAA a fost localizată în Mexico City, iar ca Rey să facă parte din ea a trebuit să lase în urmă părinții, iubita și școala. "I-am spus lui Konnan că nu sunt sigur că vreau să fac asta. El mi-a zis 'Vrei să mergi la școală pentru tot restul vieții sau vrei să fi un wrestler?' ". Dintr-o dată, decizia lui Rey a devenit mai puțin complicată. Oscar și-a împachetat lucrurile și a înaintat spre Mexico City. 
Atunci când Colibri a împlinit 18 ani, unchiul său a dorit ca toată lumea să știe de relația care exista între ei doi (nepot-unchi) și i-a spus lui Colibri că merită să poarte numele de Rey Misterio, Jr. și așa a fost. Rey Misterio, Jr. a intrat în compania Asistencia Asesoría y Administración unde s-a aflat în rivalitate cu Juventud Guerrera.
Când a ajuns în Mexico City, mai multe nenorociri aveau să-l aștepte. "Când am ajuns în AAA am fost prezentat șefului companiei, Antonio Pena. Primul lucru pe care l-a spus a fost despre înălțimea mea, că ar trebui să lucrez cu 'cei scunzi'. În Mexico, 'cei scunzi' erau wrestleri mai mari decât 'cei super mici', dar prea mici ca să lupte cu cei de talie grea. Dar Konnan m-a ajutat. I-a spus lui Antonio să-mi dea o șansă și să mă vadă luptând înainte de a decide să mă pună cu 'cei scunzi'". Rey și-a primit șansa la inaugurarea TV a AAA-ului. Așa că Rubio și-a făcut aici debutul TV. "Eram în ring cu Psicosis, Super Calo și Heavy Metal. În timpul meciului am reușit o mișcare care s-a numit 'mișcarea lunii' și chiar a atras atenția oamenilor. A fost ca și când o mare stea strălucitoare m-ar fi lovit. După meci, Antonio Peńa mi-a spus că a fost impresionat de munca mea. Mi-a zis: 'Ești destul de bun, puștiule, și ai potențial' ", își amintește Rey. De atunci, abilitatea lui din ring a continuat să demonstreze că poate să facă față băieților mai mari. 
Dar încă nu toată lumea a fost convinsă. De altfel, după Mysterio, încă mai există un număr de persoane ce nu cred în el. "Multe persoane m-au suspectat datorită înălțimii mele. Ei cred că cineva ca mine nu merită să fie într-un eveniment principal, dar cred că dacă m-ar fi cunoscut și dacă ar fi știut cine am fost de-a lungul carierei, m-ar fi respectat. Pentru mine, oamenii care mă suspectează îmi creează doar dorința de a urca în ring și de a le demonstra că greșesc. Vreau să le demonstrez că sunt mai bun decât ei cred că sunt și că merit să fiu în top". Cu fiecare săptămână care trece, Rey Mysterio continuă să demonstreze că aparține în ring alături de băieții mai mari și că merită să fie campion de categorie grea. Cum numărul admiratorilor a crescut repede, Rey a știut că acei oameni sunt aceia care au stat în spatele său din prima zi și l-au ajutat să urce în top. "Obiectivul meu a fost să merg acolo și să-i distrez pe fani", declara Rey. "Nu aș fi unde sunt azi fără fanii mei. Vreau să le mulțumesc pentru sprijin și că au crezut în underdogul din mine". 
Niciun cruiserweight din lume nu are reputația pe care Rey Mysterio o are. Un fenomen care a uimit o lume întreagă, el este unul dintre puținii competitori din istoria wrestlingului care poate aproba că a schimbat radical sensul jocului. Manevrele lui înalte și rapide au ajutat să deschidă porțile spre wrestlerii cu o greutate mai mică din anul 1990. Originar un star în Mexico, el și-a continuat meseria peste tot, din Japonia în ECW, în WCW. Acum, în sfârșit a ales drumul WWE-ului, încă o dată purtând masca ce l-a ajutat să-l facă o legendă. Divizia Cruiserweight pare a se dezvolta mai mult ca oricând, mulțumită bărbatului a cărui nume se traduce ca "Regele Misterios". Când totul este spus și făcut, numele său poate să fie pus în rândul celor mari din TRIVIA. Are o mulțime de tatuaje, incluzând numele copiilor săi, masca sa și cuvântul "Mexican" pe stomac. Rey a absolvit liceul împreună cu membrii formației P.O.D., Sonny și Wuv. P.O.D., de asemenea, a jucat un rol important în intrarea lui Rey în WrestleMania 22, cu o piesă denumită "Booyaka 619". El deține recordul pentru cel mai lung timp într-un meci Royal Rumble. Timpul a fost de 62 de minute și 15 secunde. El a ajutat la introducerea lui Eddie Guerrero în Hall of Fame. A filmat o reclamă cu Billy Goldberg pentru băuturile carbogazoase Surge. Rey face parte din religia catolică. În prezent locuiește în San Diego, California, cu soția sa, Angie. Are doi copii, Dominick și Aalijah.

### Extreme Championship Wrestling (1995)
În anul 1995, Rey Misterio Jr. s-a mutat în USA unde și-a schimbat numele în Rey Mysterio. Apoi a intrat în compania Extreme Championship Wrestling. Rey l-a înfrânt pe Psicosis în lupta sa de debut din ECW, provocând un mare impact în lupta profesională americană.

### World Championship Wrestling (1996-2001)

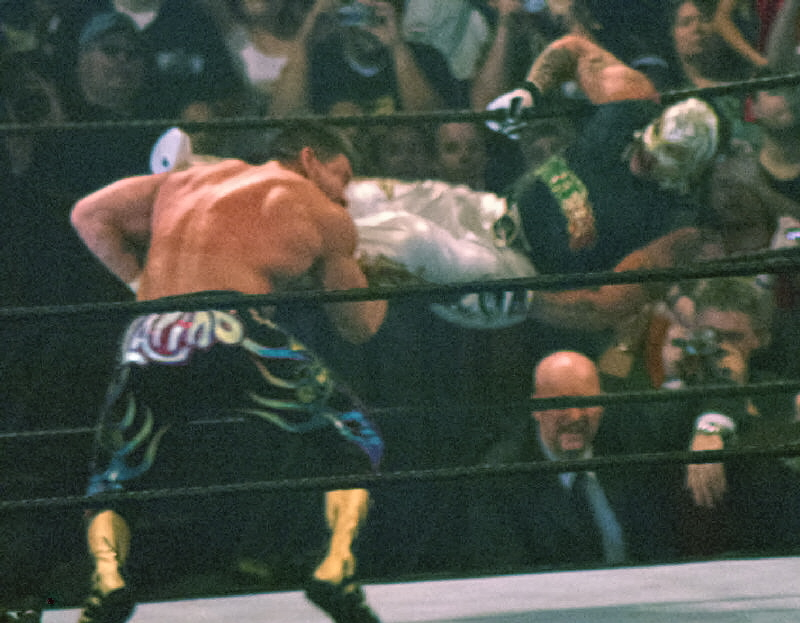
Rey Mysterio făcând un 619 pe Eddie Guerrero.

#### 1996-1998
Rey Mysterio, Jr. s-a integrat în compania de lupte World Championship Wrestling (WCW). În WCW a avut numeroase lupte faimoase cu Ultimo Dragon, Dean Malenko, Psicosis, Eddie Guerrero. Rey Mysterio a avut un feud cu Dean Malenko pentru a câștiga WWE Cruiserweight Championship, pierzând în The Great American Bash, dar câștigând titlul pe 8 iulie într-un episod WCW, la o zi după ce l-a învins pe Psicosis în WCW Bash at the Beach. Va avea alt feud cu Ultimo Dragon, care s-a terminat în Spring Stampede, învingându-l după o huracarana. Mai târziu a început un feud cu Eddie Guerrero.
La începutul anului 1998 a început un feud cu Juventud Guerrero și câștigând titlul Thunder pe care l-a pierdut însă în Souled Out în fața lui Chris Jericho.

#### 1999
Dupa ce și-a pierdut masca într-un meci WCW SuperBrawl IX, a început un feud cu Kevin Nash învingându-l în Nitro și terminând în Uncensored cu Rey înfrânt. A câștigat WWE Cruiserweight Championship de la Billy Kidman pe 15 martie și a luptat împotriva lui Ric Flair pentru Campoeonato Mundial de los Pesos Pesados de la WCW pe 21 martie, rămânând în posesia lui Flair. A câștigat pe 28 martie World Tag Team Championship de la WCW după ce i-a învins alături de Billy Kidman pe Chris Benoit și pe Dean Malenko.
La Super Brawl 1999 a pierdut un meci pe echipe cu Scott Hall și Kevin Nash și a fost forțat să se demascheze. 

#### Circuit Independent
După ce WCW s-a închis, s-a îndreptat spre circuitele independente, luptând în XPW pentru o perioadă scurtă de timp, a luptat în Mexic fără mască și a luptat împotriva lui CM Punk și EddieGuerrero în IWA pentru Campeonato de los Pesos Pesados de IWA, câștigându-l Eddie. În toată această perioadă a împărțit ringul cu mari luptători mexicani.

### World Wrestling Entertainment (2002-2015, 2018-prezent)

#### Debut și Tag Team Champion 2002

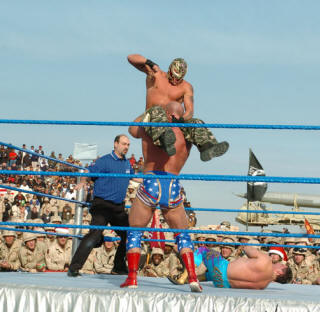
Mysterio, luptând în Iraq împotriva lui Kurt Angle.

În iunie 2002, Rey a firmat un contract cu World Wrestling Entertainment(WWE). În WWE a început să fie cunoscut ca Rey Mysterio fără Jr.. În plus Vince McMahon i-a cerut să poarte masca. A debutat pe 25 iulie 2002 în SmackDown într-o luptă împotriva lui Chavo Guerrero unde câștigător iese Rey Mysterio.
Mysterio a intrat într-un feud cu Kurt Angle care s-a terminat în SummerSlam unde a fost învins de Angle.D upă aceasta la Unforgiven Mysterio a reușit o victorie împotriva lui Chavo. Edge și Mysterio au început să formeze o echipă pentru a intra la un turneu pentru primii campioni pentru World Tag Team Championship de la WWE. Amândoi i-au învins pe Tajiri și pe Brock Lesnar, apoi pe Ron Simmons și Reverend D-Von avansând la sfârșitul turneului unde au fost învinși de echipa formată din Kurt Angle și Chris Benoit la No Mercy. Între timp Rey Mysterio a câștigat o oportunitate pentru WWE Cruiserweight Championship în Rebellion dar nu l-a învins pe campionul Jamie Noble. La câteva zile după aceasta, pe 7 noiembrie, Edge și Rey i-au învins pe Kurt Angle și pe Chris Benoit pentru campioni la perechi.
La Survivor Series au fost învinși de Los Guerreros (Eddie și Chavo Guerrero) la care au participat și Chris Benoit și Kurt Angle. După aceasta Edge și Rey nu au mai format echipă.

#### Cruiserweight Champion 2003
Rey Mysterio a fost al 4 participant pentru Royal Rumble, dar a fost al 3 eliminat.
În evenimentul No Way Out, l-a învins pe Jamie Noble câștigând o oportunitate pentru WWE Cruiserweight Championship. Această oportunitate i-a fost dată la WrestleMania XIX, unde nu a putut să îl învingă pe campionul Matt Hardy. După aceasta a intrat într-un mic feud cu BigShow unde Rey a fost învins la Backlash.
În ediția din 5 iunie din SmackDown l-a învins pe Matt Hardy pentru a câștiga a doua oară WWE Cruiserweight Championship. A reținut titlul în fața lui Shannon Moore la SummerSlam, pierzându-l pe 25 septembrie în SmackDown în fața lui Tajiri. În No Mercy ,a eșuat în tentativa sa de a recupera WWE Cruiserweight Championship de la Tajiri.

#### Cruiserweight Champion 2004

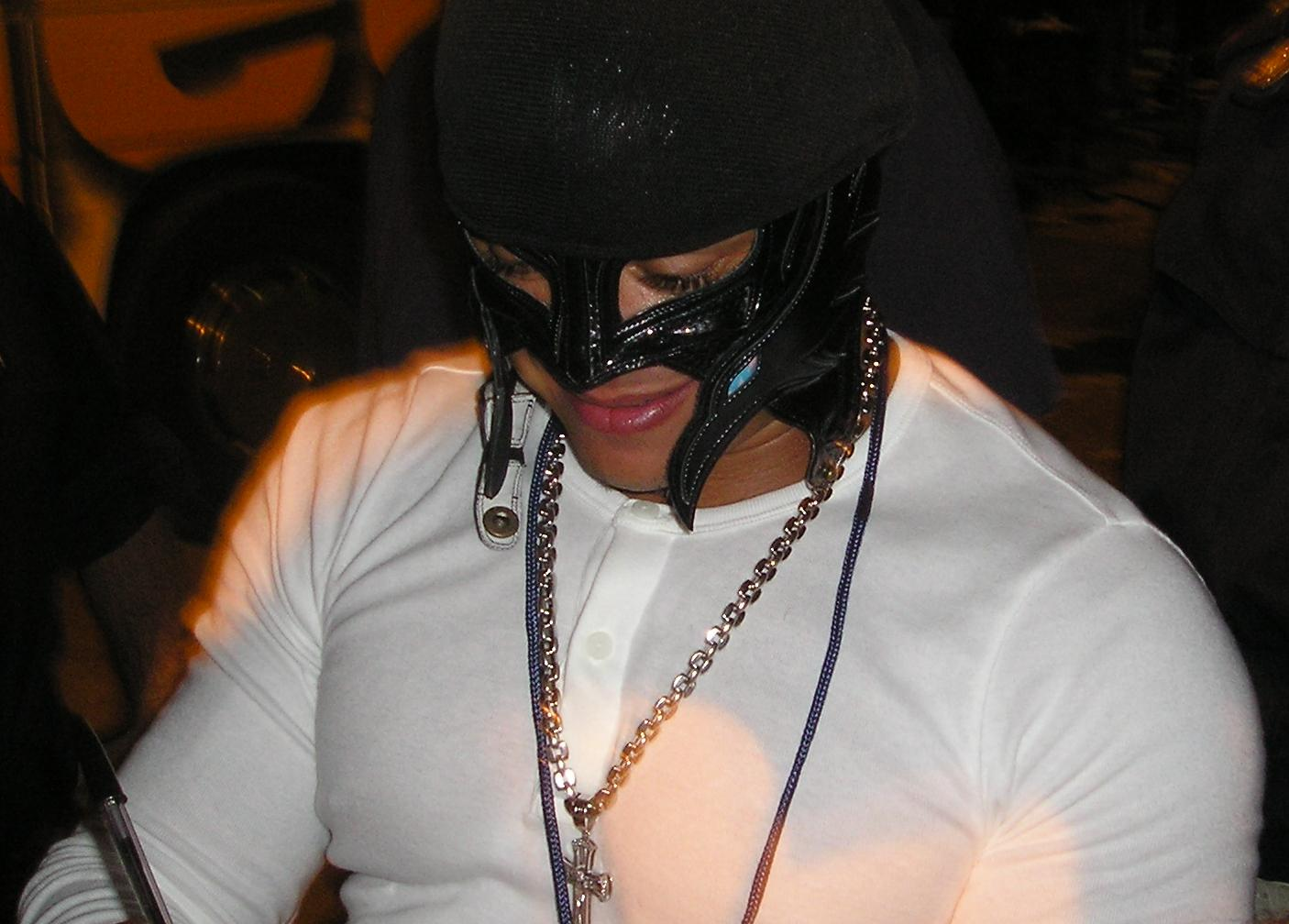
Mysterio în 2004

În ediția din 1 ianuarie, Mysterio l-a învins pe Tajiri,câștigând WWE Cruiserweight Championship. După acestea, a intrat într-un feud cu JamieNoble, asupra căruia a obținut trei victorii, dintre care una la Royal Rumble. Și-a menținut titlul până la No Way Out, unde a fost învins de ChavoGuerrero. A avut revanșa pentru WWE Cruiserweight Championship la WrestleMania XX, dar nu a câștigat lupta. În ediția din 19 martie SmackDown a câștigat oportunitatea pentru WWE Championship împotiva prietenului său EddieGuerrero, dar a pierdut în fața acestuia din urmă.
La Judgment Day, a făcut echipă cu Rob Van Dam învingându-i pe Dudley Boyz. În ediția din 17 iunie SmackDown, Rey l-a învins pe Chavo și a câștigat pentru a treia oară WWE Cruiserweight Championship.
26 august 2007: Și uite că a venit și ziua cea mare! Rey s-a întors, în sfârșit, după 9 luni de pauză...la PPV-ul american Summerslam. Și-a continuat feud-ul cu Chavo, unde a ieșit din nou câștigător. Purtând mască și pantaloni argintii și un praf argintiu pe tot corpul, Rey a făcut senzație la întoarcerea lui în SmackDown.
7 septebrie 2007:Următorul pas important pentru Rey este că a fost numit principalul competitor pentru aurul lui Khali la următorul PPV, Unforgiven. Azi a avut un meci cu Chavo, "I Quit", o revanșă pe care Rey și-a luat-o, făcându-l pe Guerrero să spună "Renunț!". Dar imediat după meci și-a făcut apariția campionul mondial, gigantul Khali, care a aplicat aceeași strategie ca în săptămânile trecute pe Batista și Ric flair, strângându-l de cap cu mâinile lui uriașe până leșină. A intervenit Batista, bun prieten cu Rey, care l-a scăpat din mâinile  acelui bătrân, Rey rămânând un timp inconștient la podea.

#### Smackdown și accidentarea (2009-2010)
După revenirea lui Undertaker și câștigarea titlului de acesta s-a desfășurat un Fatal-4-Way unde au luat parte Undertaker, Batista, CM Punk și Rey. Batista a reușit sa îi facă un Batista Bomb lui Taker și a început să-l numere . Rey a intervenit , atunci a început conflictul . Chiar și acum între Batista și Rey Mysterio nu mai este o bucățică de prietenie. La Smackdown înainte de TLC, Batista l-a învins pe Mysterio într-un meci 1# pretendent pentru titlul la categoria grea. La primul Smackdown din 2010, cu două săptămâni înainte de Royal Rumble, Rey Mysterio l-a învins pe Batista într-un meci în cușcă pentru a fi 1# pretendent pentru titlul mondial împotriva lui Undertaker. La Royal Rumble, Undertaker l-a învins pe Rey, care i-a spart nasul lui Taker. Dupa aceea a început un feud îndelungat cu CM Punk care s-a luat de familia lui Rey Mysterio.
Rey Mysterio parcă ieșit din filmul Avatar câștigă meciul de la Wrestlemania 26 contra lui CM Punk . Săptămânile următoare la Smackdown, Rey l-a provocat pe CM Punk la un meci la Extreme Rules cu condițiile, dacă Rey Rey pierde se va alătura la Straight Edge iar dacă Punk pierde își va tunde părul la zero. Până la urmă Punk a câștigat datorită intervențiilor unui om misterios care îl tot ajuta pe Punk în acea vreme. Dupa aceea la Smackdown, Rey a cerut o revanșă la Over the Limit cu tot aceleași condiții. La Over the Limit, Rey a câștigat, iar Punk a fost ras în cap de către mexican. Zilele următoare Punk purta o mască neagră pentru a-și acoperi chelia, iar Rey s-a mai luptat cu Punk în continuare. Înainte de Fatal 4-Way, Rey a pierdut un meci cu Undertaker pentru a fi 1# pretendent pentru titlul mondial. Săptămâna următoare la Smackdown, Kane a anunțat că Undertaker a fost găsit în stare vegetativă, și a dat vina pe ceilalți pretendenți de la Fatal 4-Way. Până la urmă Rey Mysterio l-a înlocuit pe Undertaker, care era accidentat. La Fatal 4-Way Rey Mysterio a câștigat și i-a luat centura lui Jack Swagger. Nopțile următoare la Smackdown toți cei patru concurenți erau atacați de către Kane. La Money in the Bank, Rey Mysterio l-a înfruntat pe Jack Swagger unde Rey a învins, dar după câteva secunde, Kane care în acea seară a câștigat valiza bani în bancă la Smackdown, a declanșat un meci împotriva lui Rey în acea seară, unde Kane a câștigat. Săptămâna următoare la Smackdown, Kane a dezvăluit că Rey Mysterio l-a atacat pe Undertaker. După aceea Rey Mysterio l-a acuzat pe Kane, iar aceștia aveau să dispute un meci la Summerslam. La Summerslam, Rey a fost învins de către Kane, și aproape băgat în coșciug până când Undertaker s-a întors și a mărturisit că Kane l-a atacat, dar Kane i-a facut un Tombstone Piledriver. Săptămâna următoare la Smackdown, Rey avea să dea peste un nou wrestler și el mexican pe nume Alberto Del Rio, unde Rey i-a aplicat un 619, dar în noaptea aceea Alberto l-a învins de Rey. După aceea la Smackdown, Rey a dat din nou peste Kane, unde Kane a învins din nou, iar după aceea a venit Alberto Del Rio și i-a rupt mâna lui Rey Mysterio.

#### Revenirea la Smackdown în noul format ScyFy
Rey a fost accidentat o lună și câteva zile după ce a revenit la Smackdown în noul format ScyFy din 1 octombrie, unde l-a atacat pe Alberto și a programat un meci revanșă săptămâna viitoare. Săptămâna următoare la Smackdown, unde pentru prima dată în noul format cei doi se confruntă iar Rey îl învinge pe Alberto după un 619 și Five Star Frog Splash la WrestleMania 27.

#### 2011
Rey pierde meciul Royal Rumble eliminat de Wade Barrett. La Elimination Chamber Rey Rey intră primul în meciul pentru centura mondială și este ultimul eliminat de Edge. La WM27 Rey se luptă cu Rhodes și pierde meciul. La Extreme Rules Rey îl bate pe Rhodes. La draftul din 2011, Rey este trimis la Raw. Pe 9 mai la Raw este atacat de R-Truth ceea ce conduce la un meci la Over the Limit, dar Rey este învins. La Capitol Punishment Rey pierde în fața lui Cm Punk. La Bani în Bancă Rey face parte din meciul Raw-ului dar pierde meciul în fața lui Del Rio datorită faptului că Del Rio ia scos acestuia masca.Rey Rey câștigă titlul WWE prima dată vs The Miz dar îl pierde în acea seară contra lui Cena. La un raw după o accidentare la mână din cauza lui Del Rio,Rey lipsește luni bune.

#### 2012-2015
Pe 26 aprilie 2012, WWE a informat că Mysterio a fost suspendat 60 de zile pentru o violație a regulilor de sănătate a WWE. După aproape un an de apsență Mysterio s-a întors pe 16 iulie salvândul pe Zack Ryder de un atacat a lui Del Rio. Patru zile mai târziu i-a învins pe Del Rio și Ziggler alături de Sheamus. La Summerslam, Mysterio a fost învins de Miz pentru centura Intercontinentală. La Night of Champions nu a reușit s-a câștige un Fatal four way pentru centura intercontinentală cu Miz, Cody Rhodes și Sin Cara.
Noaptea următoare la Raw, Mysterio și Sin Cara i-au învins pe Primo și Epico iar apoi a-u fost atacați de Prime Time Players. Mysterio și Sin cara a-u intrat într-un turneu pentru candidați nmr 1 la centurile pe echipe învingândui pe Primo și Epico în prima rundă, pe Prime Time Players dar a-u pierdut finala cu Rhodes și Sandow. Pe 18 noiembrie la Survivor Series Mysterio și Sin Cara a-u ieșit victorioși în meciul tradițional pe echipe alături de Brodus Clay, Justin Gabriel și Tyson Kidd. Pe 16 decembrie la TLC Mysterio și Sin Cara a-u fost învinși de Rhodes și Sandow într-un Tables Match. Douo zile mai târziu a-u fost atacați de The Shield. Acest atac a fost folosit pentru al scoate pe Mysterio de pe micile ecrane, pentru că Rey a luat o pauză iar Sin Cara a fost operat la genunchi.
Mysterio s-a întors pe 27 ianuarie 2013 la Royal Rumble, intrând în meci cu numărul 14 dar a fost eliminat de Barrett. La următorul SmackDown Mysterio și Sin Cara i-au învins pe Daniel Bryan și Kane. În martie, Mysterio a luat o altă pauză pentru o accidentare la genunchi, explicată în storyline ca un atacat a lui Mark Henry. 
După 8 luni Mysterio s-a întors salvândui pe CM Punk și Daniel Bryan de un atac a Familiei Wyatt și The Real Americans, ce la condus la meciul pe echipe de la Survivor Series unde echipa lui Mysterio a pierdut. La TLC Mysterio a făcut echipă cu Big Show pentru a lupta cu Rhdoes și Goldust pentru centurile pe echipe într-un Fatal Four-Way Match în care a-u participat Ryback și Curtis Axel și The Real Americans. Pe 26 ianuarie 2014, Mysterio a intrat în Royal Rumble cu numărul 30 dar a fost eliminat de Seth Rollins. La WrestleMania XXX, Mysterio a luptat în battle royal în memoria lui Andre the Giant dar a fost eliminat de Cesaro. Noaptea următoare la Raw, Mysterio a pierdut cu Bad News Barrett iar posterior a decis să ia o pauză pentru a vindeca o accidentare la încheietura mâinii. Aceasta a fost ultima sa apariție în WWE.
Pe 26 februarie 2015, contractul lui Mysterio a încheiat, terminând astfel cu 13 ani în WWE.

#### Revenirea în WWE (2018-prezent)
Pe 28 ianuarie 2018, Mysterio a participat în meciul Royal Rumble intrând cu numărul 27 și eliminându-l pe Adam Cole înainte de-a fi eliminat de către Finn Balor. Pe 27 aprilie, Mysterio a făcut parte din meciul 50-man Royal Rumble de la WWE Greatest Royal Rumble. A intrat cu numărul 27 eliminându-l pe Luke Gallows dar fiind eliminat de Baron Corbin. Pe 26 iunie, Mysterio a fost dezvăluit ca personaj bonus de pre-comandă pentru WWE 2K19. Pe 1 septembrie, Mysterio a fost onorat la ediția din 17 septembrie a lui Raw, ca parte a Lunii Hispanice Naționale. Pe 19 septembrie, a fost confirmat că Mysterio a semnat un acord de doi ani cu WWE. 
Pe 16 octombrie, la SmackDown 1000, Mysterio a luptat în primul său meci individual în WWE din 7 aprilie 2014, unde l-a învins pe Shinsuke Nakamura într-un meci de calificare la WWE World Cup.

## Titluri în WWE
- - WWE Championship (1 dată)[7]
  - World Heavyweight Championship (2 ori)[8]
  - WWE Cruiserweight Championship (3 ori)[9]
  - WWE Intercontinental Championship (2 ori)[10][11]
  - WWE Tag Team Championship (4 ori) – alături de Edge (1), Rob Van Dam (1), Eddie Guerrero (1), și Batista (1)[12]
  - WWE SmackDown Tag Team Championship (1 dată) – alături de Dominik Mysterio[13]
  - WWE United States Championship (2 ori)[14]
  - Royal Rumble (2006)
  - Championship Competition Tournament (2007)
  - Bragging Rights Trophy (2010) – alături de Team SmackDown (Big Show, Jack Swagger, Alberto Del Rio, Edge, Tyler Reks și Kofi Kingston)
  - WWE Championship Tournament (2011)
  - Al 21-lea Triple Crown Champion
  - Al 21-lea Grand Slam Champion